# Klenovnik, Požarevac
Klenovnik (izvirno srbsko Кленовник) je naselje v Srbiji, ki upravno spada pod Občino Požarevac; slednja pa je del Braničevskega upravnega okraja.

## Demografija
V naselju živi 769 polnoletnih prebivalcev, pri čemer je njihova povprečna starost 45,4 let (43,6 pri moških in 47,1 pri ženskah). Naselje ima 239 gospodinjstev, pri čemer je povprečno število članov na gospodinjstvo 3,78.
To naselje je, glede na rezultate popisa iz leta 2002, večinoma srbsko.
|  |

| Demografija | Demografija     | Demografija     |
| Leto        | Št. prebivalcev | Št. prebivalcev |
| ----------- | --------------- | --------------- |
|             |                 |                 |
|             |                 |                 |
|             |                 |                 |
|             |                 |                 |
| 1948        | 535             |                 |
| 1953        | 564             |                 |
| 1961        | 714             |                 |
| 1971        | 930             |                 |
| 1981        | 535             |                 |
| 1991        | 1024            | 969             |
| 2002        | 978             | 904             |
|             |                 |                 |

| Etnična sestava po popisu iz leta 2002 | Etnična sestava po popisu iz leta 2002 | Etnična sestava po popisu iz leta 2002 | Etnična sestava po popisu iz leta 2002 | Etnična sestava po popisu iz leta 2002 |
| -------------------------------------- | -------------------------------------- | -------------------------------------- | -------------------------------------- | -------------------------------------- |
| Srbi                                   | Srbi                                   |                                        | 896                                    | 99,11%                                 |
| Makedonci                              | Makedonci                              |                                        | 2                                      | 0,22%                                  |
| Hrvati                                 | Hrvati                                 |                                        | 1                                      | 0,11%                                  |
| Slovenci                               | Slovenci                               |                                        | 1                                      | 0,11%                                  |
| Madžari                                | Madžari                                |                                        | 1                                      | 0,11%                                  |
| Neznano                                | Neznano                                |                                        | 3                                      | 0,33%                                  |